# La Valduerna

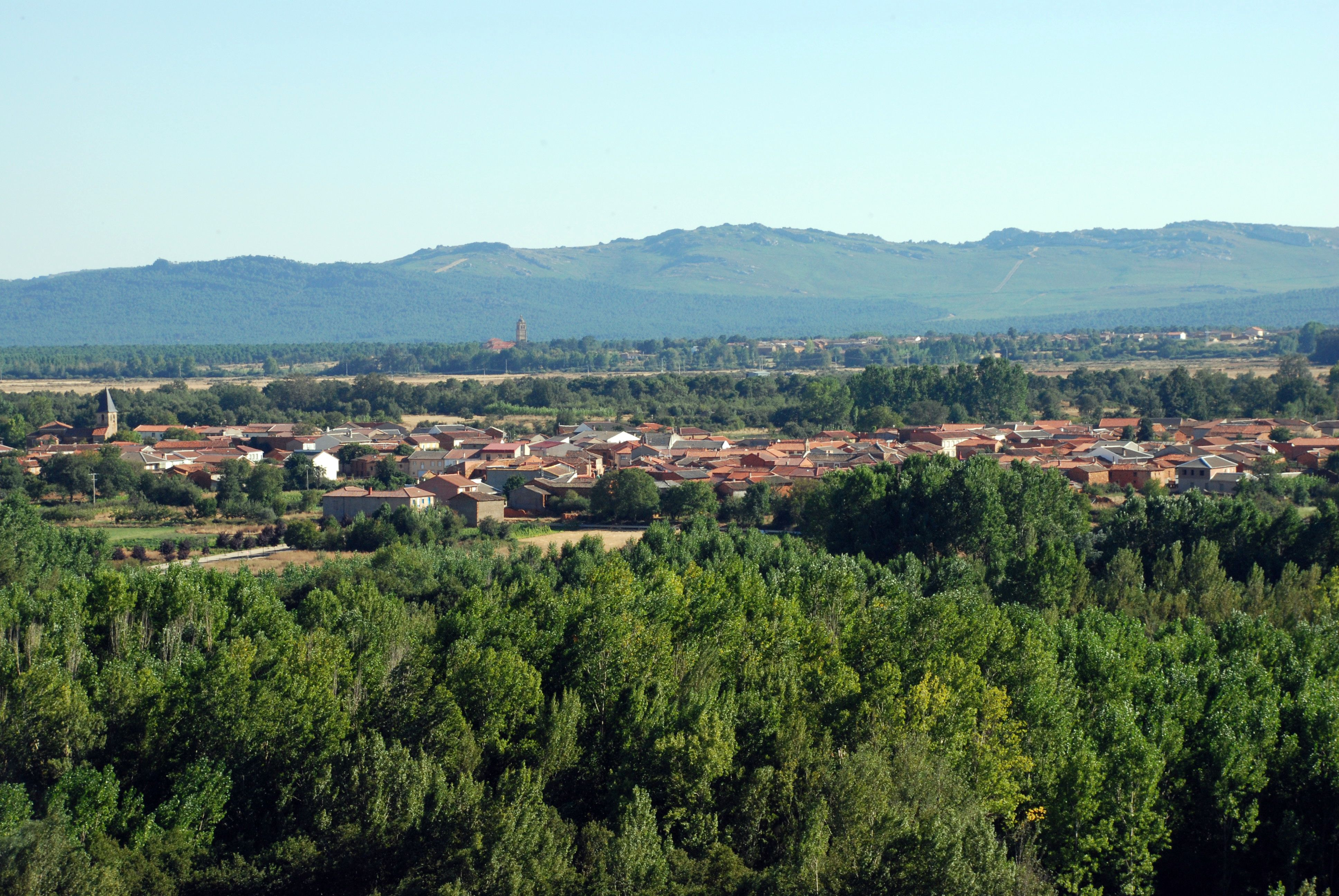
Vista de Priaranza con los montes del Teleno al fondo.

La Valduerna una comarca tradicional de la provincia de León (comunidad autónoma de Castilla y León, España) que se encuentra en el valle más norteño de los regados por el río Duerna, cercano a La Bañeza. Está formado por los municipios de:
- Palacios de la Valduerna.
  - Ribas de la Valduerna
- Destriana de la Valduerna
  - Robledo de la Valduerna
  - Robledino de la Valduerna
- Villamontán de la Valduerna
  - Fresno de la Valduerna
  - Miñambres de la Valduerna
  - Posada y Torre de la Valduerna
  - Redelga de la Valduerna
  - Valle de la Valduerna
  - Villalís de la Valduerna
- La Bañeza (Tierra de La Bañeza)
  - Santiago de la Valduerna
  - San Mamés de la Vega (La Vega del Tuerto)

- Castrillo de la Valduerna
  - Velilla de la Valduerna
- Riego de la Vega (La Vega del Tuerto)
  - Castrotierra de la Valduerna
  - San Felix de la Vega (La Vega del Tuerto)
  - Toral de Fondo (La Vega del Tuerto)
  - Toralino de la Vega (La Vega del Tuerto)
  - Villarnera de la Vega (La Vega del Tuerto)
- Luyego (Maragatería)
  - Priaranza de la Valduerna
  - Tabuyo del Monte
  - Quintanilla de Somoza (Maragatería)
  - Villalibre de Somoza (Maragatería)
  - Villar de Golfer (Maragatería)

Muchas veces se incluye este valle en la comarca mayor de Tierras de la Bañeza.
Se trata de una comarca de economía principalmente agraria, y además es rica en restos arqueológicos, destacando la presencia en Destriana del único vestigio de arte astur prerrománico de toda la región, arte que estuvo extendido por la actual provincia de León, con iglesias en León puramente astures.